# Hulman ebenový
Hulman ebenový, jinak také hulman Thomasův (Presbytis thomasi), je opice z čeledi kočkodanovití (Cercopithecidae) a podčeledi hulmani (Colobinae), jeden ze zástupců širšího rodu Presbytis.

## Výskyt
Hulman ebenový je endemitem ostrova Sumatra, jeho areál výskytu je omezen do provincie Ačeh na severu ostrova. Tyto opice typicky žijí v nadmořské výšce do 1500 metrů, ačkoli pozorovány byly až do asi 3 400 metrů. Jejich přirozeným prostředím jsou především deštné pralesy, druhotné lesy, nížinné lužní lesy a jiná lesní stanoviště. Zvládají prosperovat i na kaučukových plantážích a tolerují i lesy vystavené selektivní těžbě dříví.

## Popis
Hulman ebenový dosahuje délky těla 42 až 62 cm, délka ocasu se pohybuje mezi 50 a 80 cm. Hmotnost dospělého jedince činí v průměru přes 6,5 kg. Tato opice oplývá výrazným zbarvením. Na hřbetu a svrchní straně končetin je srst šedá, spodní partie jsou čistě bílé. Ruce a nohy jsou černé, ocas světlý. Hlavu zdobí výrazná chocholka, směrem od temene hlavy až k očím se táhne dvojice výrazných bílých pruhů. Osrstění mláďat je na celém těle bílé.

## Chování
Hulman ebenový je stromová denní opice, která žije v jednosamcových sociálních skupinách s vymezenou hierarchií. Samci někdy mohou vytvářet samostatné tzv. bakalářské skupiny. Samice mohou svou skupinu z různých důvodů opustit (konkurence o potravu, riziko predace, vyhýbání se příbuzenskému křížení, a především pak ochrana mláďat před infanticidou).
Hulmani ebenoví vykazují rozmanitou stravu tvořenou ovocem, listy, semeny, ale i kůrou, větvičkami, hmyzem, ptáky, ptačími vajíčky atp. V blízkosti lidského osídlení často pronikají na kaučukovníkové plantáže a požírají zde tvrdá semena těchto užitkových stromů.
Rozmnožování hulmanů nezávisí na ročním období, ačkoli porody se obvykle časově shodují s dobou, kdy je po odstavení mláděte k dispozici dostatek potravy. Březost trvá 5 až 6 měsíců, doba kojení 12 až 15 měsíců. Pohlavní dospělosti tyto opice dosahují ve čtyřech až pěti letech, u samic dříve než u samců.

## Ohrožení
Mezinárodní svaz ochrany přírody (IUCN) považuje ve svém vyhodnocení stavu ohrožení z roku 2020 hulmana ebenového za zranitelný druh, celkový pokles populací přičemž odhaduje na více než 30 % za posledních 40 let. Hlavní hrozbu představuje ztráta přirozeného prostředí, především v důsledku těžby dřeva a rozšiřování plantáží olejných palem, na základě čehož IUCN předvídá podobný úbytek populací i v příštích dekádách.